# Jean-Baptiste Durand
Jean-Baptiste Durand (ottobre 1985) è un regista e sceneggiatore francese.

## Biografia
Nato nella regione dell'Hérault e cresciuto a Montpeyroux, ha studiato alla École supérieure des beaux-arts de Montpellier, diplomandosi nel 2010. Dopo aver sperimento con la pittura e il disegno e aver diretto alcuni cortometraggi, nel 2023 esordisce alla regia di un lungometraggio con Chien de la casse, candidato a sette Premi César e vincitore del premio come migliore opera prima.

## Filmografia

### Regista

#### Lungometraggi
- Chien de la casse (2023)

#### Cortometraggi
- Il venait de Roumanie (2014)
- Meme les choses invisibles se cachent (2016)
- Piano Panier (2017)
- Le bal (2019)
- Chien de la casse - prequel - (2020)
- Vrai gras (2021)

### Attore
- L'uomo nel bosco (Miséricorde), regia di Alain Guiraudie (2024)
- Love Me Tender, regia di Anna Cazenave Cambet (2025)

## Riconoscimenti
- Premio César
  - 2024 - Miglior opera prima per Chien de la casse